# حارة محمود-سوق البقر (صنعاء القديمة)

تعديل مصدري - تعديل

حارة محمود-سوق البقر هي إحدى حارات مدينة صنعاء القديمة، بلغ تعداد سكانها 183 نسمة حسب تعداد اليمن لعام 2004.